# نقاشیخط

کالیگرام به زبان فرانسوی از گیوم آپولینر که معشوقه‌اش را توصیف کرده و به‌صورت تصویری نیز نمایان می‌سازد. بخش‌های مختلف تصویر چهره (مانند کلاه، چشم، بینی، دهان، گردن) هر یک با واژه‌هایی شکل گرفته‌اند که به‌طور خاص با همان بخش مرتبط هستند.

نقاشیخط یا کالیگرام (به انگلیسی: Calligram) مجموعه‌ای از واژه‌هاست که به گونه‌ای چیده شده‌اند تا تصویری مرتبط با موضوع آن‌ها را شکل دهند. این متن می‌تواند یک شعر، عبارت، بخشی از کتاب مقدس یا تنها یک واژه باشد. نحوهٔ چینش بصری می‌تواند با استفاده خاصی از تایپ‌فیس، خطاطی یا دست‌نویس انجام شود، برای مثال در امتداد خطوط منحنی یا غیرموازی، یا در قالب پاراگراف‌های شکل‌دار. تصویری که از طریق کلمات ایجاد می‌شود، با نمایش بصری چیزی که متن بیان می‌کند (یا چیزی نزدیک به آن)، آن را به تصویر می‌کشد. همچنین ممکن است به عمد تصویری متضاد با متن نشان دهد یا گمراه‌کننده باشد، یا معانی و مفاهیم اضافی دیگری را به متن بیفزاید.

## نویسندگان برجسته
گیوم آپولینر، خوشنویس مشهور و نویسندهٔ کتاب شعری به نام کالیگرام‌ها بود.
خوزه خوان تابلادا کتاب کالیگرامی به زبان اسپانیایی با عنوان Li-Po y otros poemas را نوشت.

## نقاشیخط ایرانی
نقاشیخط ایرانی، نقطهٔ تلاقی هنر مدرن ایرانی و خوشنویسی معاصر است.

## نگارخانه

کالیگرام ببر به خط عربی
نقاشیخط مار به خط گرجی
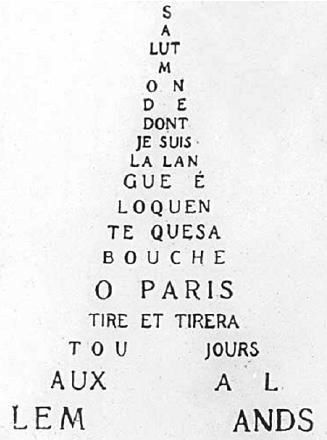
کالیگرام دربارهٔ برج ایفل اثر گیوم آپولینر
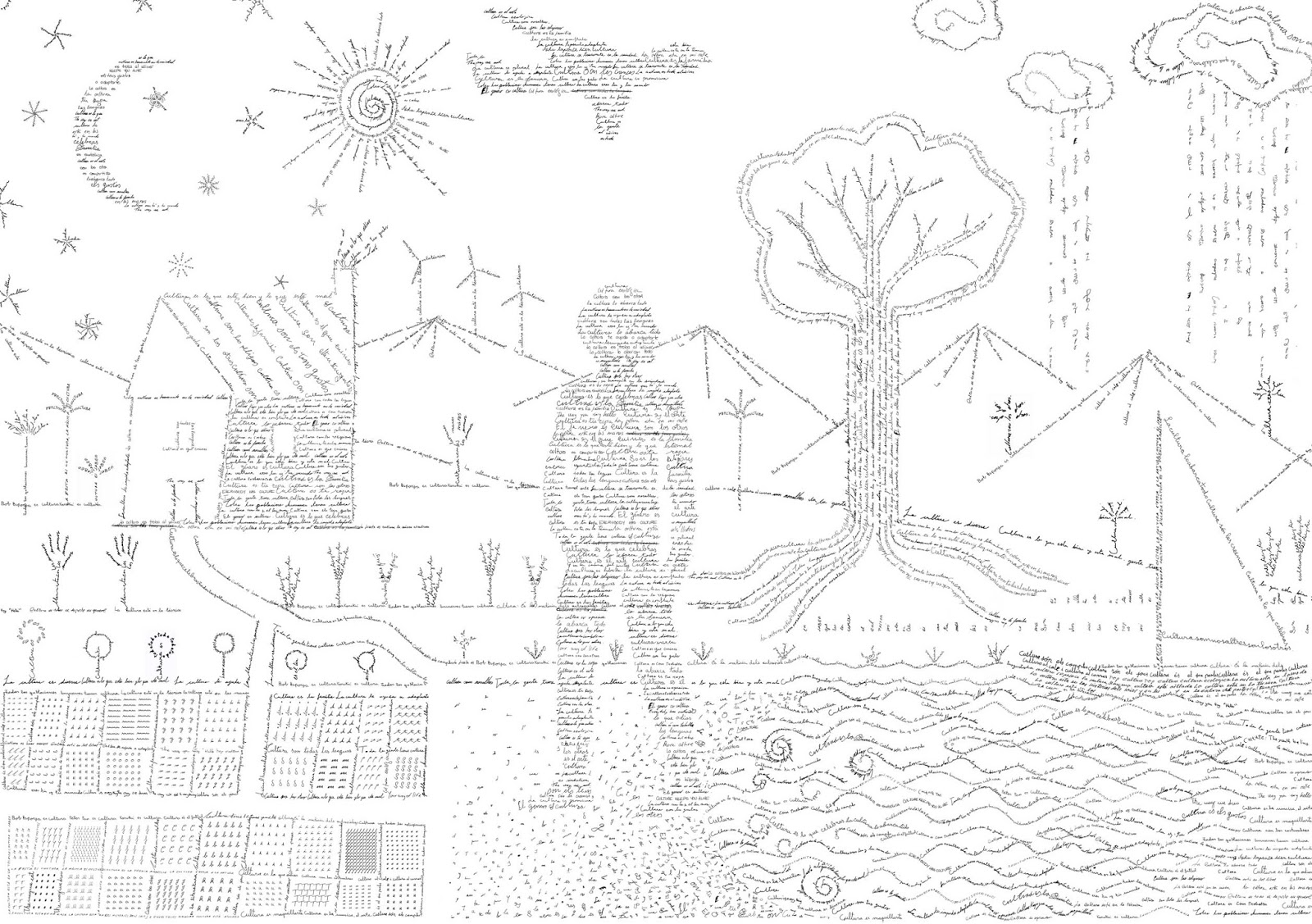
کالیگرام بزرگ در موزهٔ مردم‌شناسی والنسیا
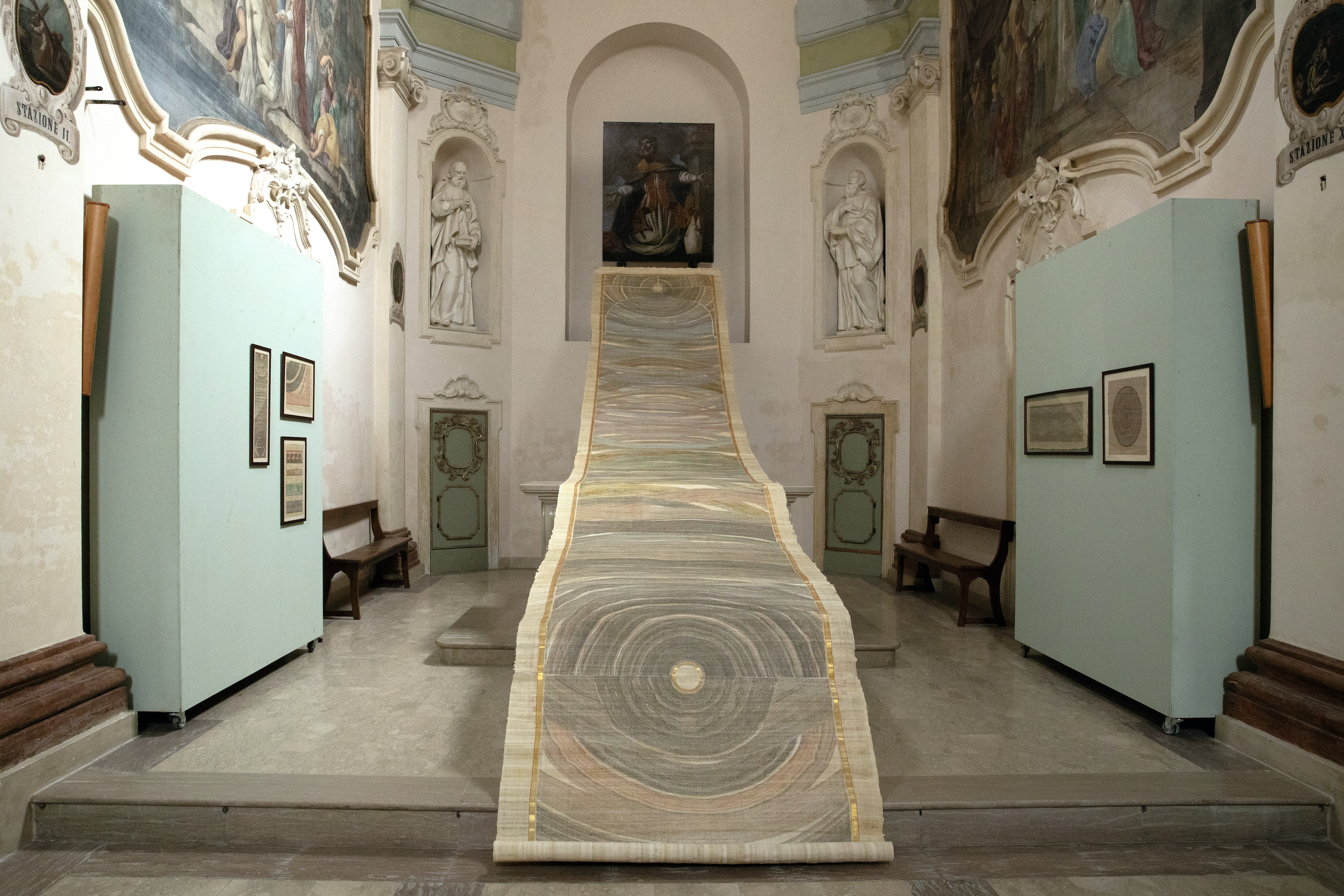
«کیهان‌نگاری کتاب مقدس»، خوشنویسی بزرگ کتاب مقدس به زبان لاتین اثر جیانلوکا بوسی
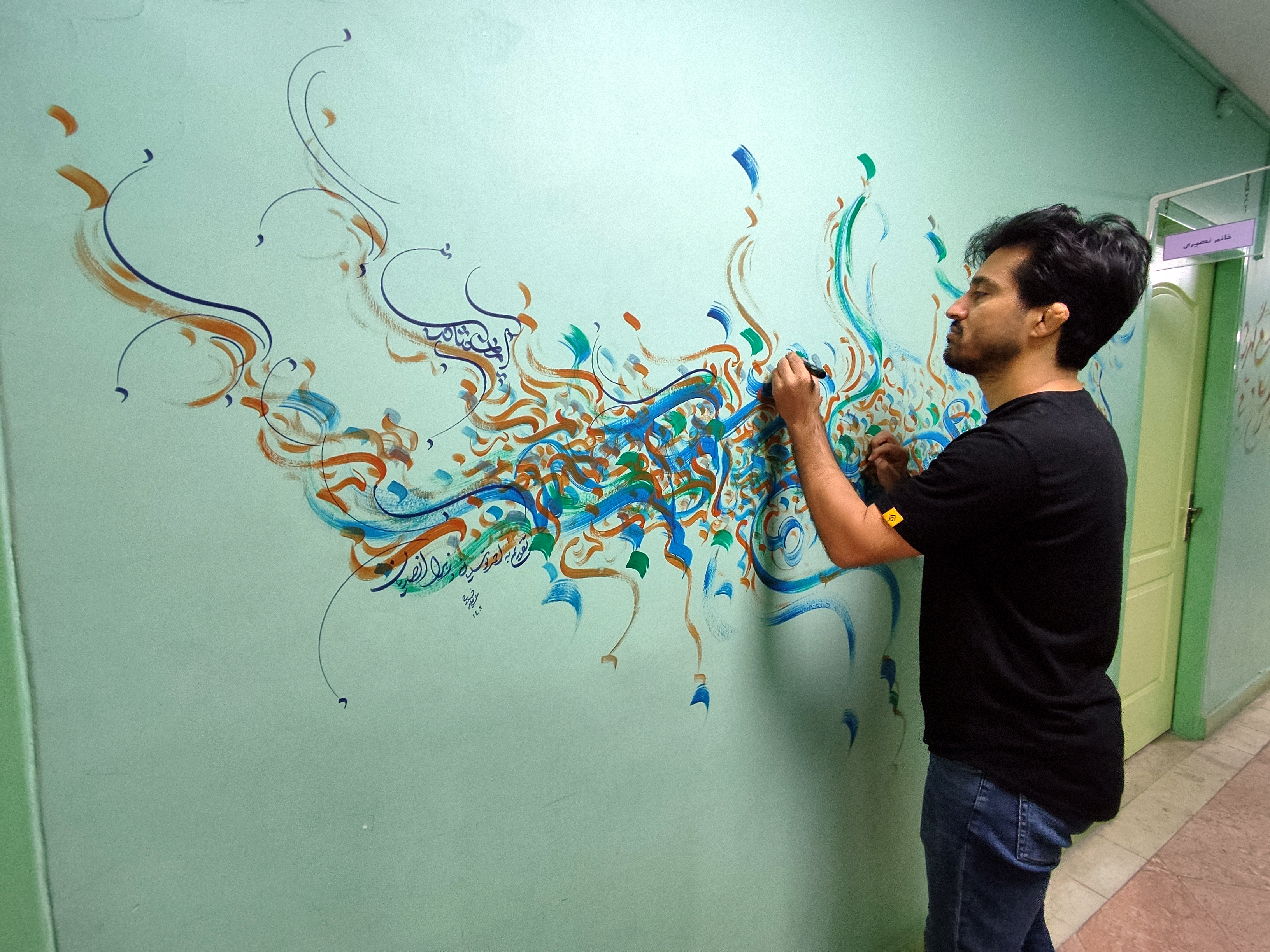
نقاشیخط ایرانی روی دیوار مدرسه